# Neckera noguchiana
Neckera noguchiana là một loài rêu trong họ Neckeraceae. Loài này được Meng-Cheng Ji & Enroth mô tả khoa học đầu tiên năm 2005.